# Овен
Овен (њем. Owen) град је у њемачкој савезној држави Баден-Виртемберг. Једно је од 44 општинска средишта округа Еслинген. Према процјени из 2010. у граду је живјело 3.498 становника. Посједује регионалну шифру (AGS) 8116054.

## Географски и демографски подаци
Овен се налази у савезној држави Баден-Виртемберг у округу Еслинген. Град се налази на надморској висини од 391 метра. Површина општине износи 9,7 km². У самом граду је, према процјени из 2010. године, живјело 3.498 становника. Просјечна густина становништва износи 361 становника/km².